# João Vasco Almeida

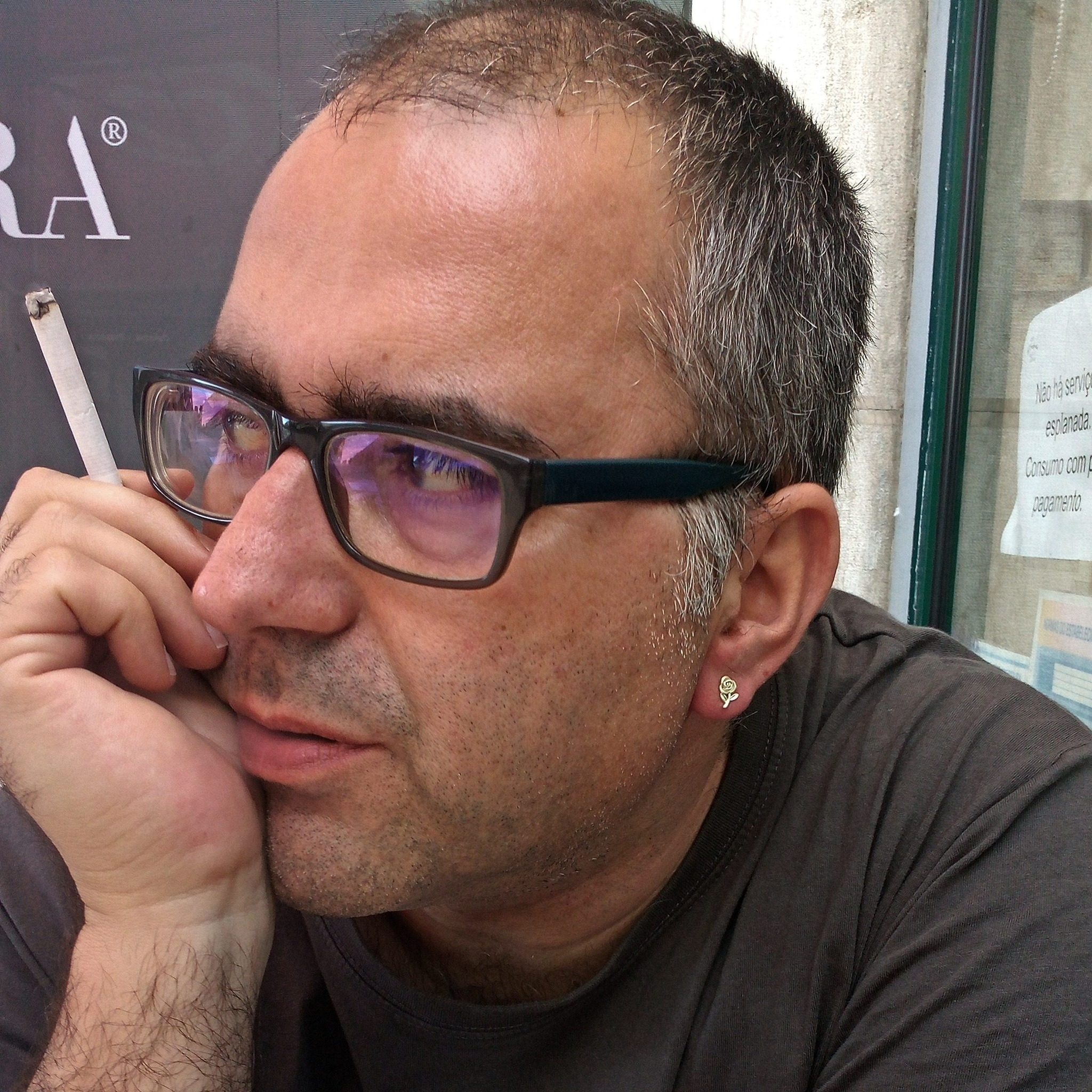

João Vasco Almeida (Lisboa, maio de 1974) é um jornalista e autor literário português. Tem dois filhos. Começou a trabalhar como repórter no jornal Vento Novo, de Loures, em 1989. Foi consultor e produtor cultural entre 1990 e 1995, data em que ingressou na revista Nova Gente, como repórter. Em 1997 foi chefe-de-redacção da revista masculina Ego. Em 1997, ingressou nos quadros da Projornal, onde exerceu jornalismo para o semanário Tal & Qual, para a revista Visão e para o diário 24horas. Neste diário foi repórter, editor de Política, editor de Arte e Espectáculos e, depois, grande repórter.
Em 2001, ingressa na Mediacapital, onde desempenha cargo de editor de Política e coordena as investigações de escândalos como a Casa Pia ou Universidade Lusófona.
Em 2004, assume a editoria política da revista Focus, onde depois se torna Chefe de Redacção, até Março de 2007.
Dirigiu a revista "TV Top" para a mesma editora.  Realiza e apresenta, entre 2007 e 2009, os programas Eu Sei Que Você Sabe e Partido do Povo, com Frederico Duarte Carvalho em rede nacional, a partir da Tejo FM. Foi director-geral de publicações da Texto Principal, onde coordena a edição, entre outros, do semanário O Diabo. Foi ainda consultor e director executivo da revista "Dentistry".
Presidiu à Associação Editorial A Rossio onde dirigiu a revista "Karga" e coordenou a área editorial da associação, tendo lançado mais de 10 obras.
Em 2022 é o primeiro director-executivo da II Série do semanário "Tal&Qual"., onde se manteve até atingir o top de vendas e audiência do semanário, segundo a GFK, em 2024.. 
Desde Abril de 2025 está como Editor Executivo do jornal O REGIÕES, um jornal em papel e online com sede em Castelo Banco de abrangência nacional. 
É autor das obras "12 Erros Que Mudaram Portugal", "12 Erros Que Tramaram o Nosso Benfica" e "A Glória na Europa" e "The WTF Book".
Foi Ghost Writer de sete biografias e romances. É produtor do videocast "A Quadrilha" e estuda cinema na Kino Doc.
Prepara documentário sobre terrorismo em Portugal durante o PREC; e livro irónico sobre a História de Portugal. 
Organiza ainda a colectânea de poesia do conjunto surrealista "The Galarzas", para edição em livro em 2026. 
Fez Comunicação Social, especialidade Jornalismo, turma de 1992, no ISCSP.